# 波羅的大陸

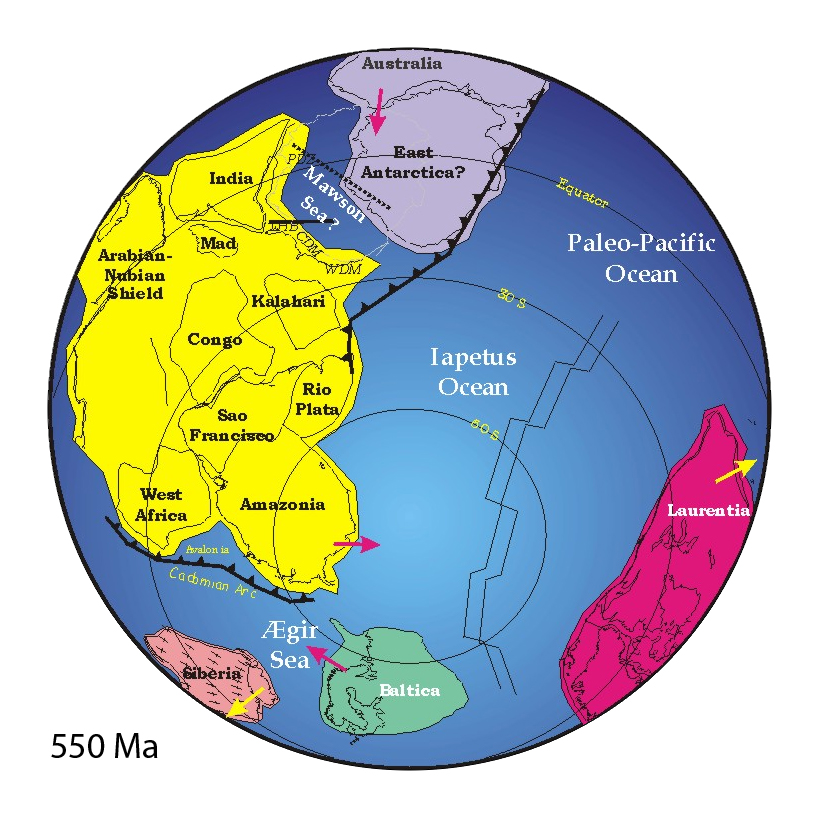
5億5000萬年前的地球，時約埃迪卡拉紀。下方綠色部分即是波羅地大陸

波羅的大陸（Baltica）是個史前大陸，存在於晚元古宙到早古生代，包含現今的東歐克拉通（芬挪斯堪地盾、伏爾加-烏拉爾克拉通、與薩爾馬提亞克拉通）。波羅的大陸的原始部份形成於18億年前，在這之前，這三個陸塊是分開的。波羅的大陸位於波羅地板塊（寒武紀到石炭紀）之上，直到波羅的板塊與歐亞板塊合併，形成烏拉爾山脈。

## 演變
- 18億年前，波羅的大陸是哥倫比亞大陸的一部分
- 15億年前，波羅的大陸與北極大陸、東南極克拉通合併為Nena超大陸
- 11億年前，羅迪尼亞大陸形成
- 7.5億年前，羅迪尼亞大陸分裂，波羅的大陸屬於原勞亞大陸
- 6億年前，潘諾西亞大陸形成，波羅的大陸成為潘諾西亞大陸的一部分
- 寒武紀，波羅的大陸自潘諾西亞大陸分裂
- 奧陶紀晚期，波羅的大陸與阿瓦隆尼亞大陸碰撞
- 泥盆紀，波羅的大陸與勞倫西亞大陸碰撞，成為歐美大陸的一部分
- 二疊紀，西伯利亞大陸與勞倫西亞大陸碰撞，形成烏拉山脈。盤古大陸形成
- 侏儸紀，盤古大陸分裂為南北兩部份，勞亞大陸與岡瓦那大陸
- 白堊紀，勞亞大陸進一步分裂
- 現代，波羅的大陸屬於歐亞非大陸的一部分